# Stenothoe brevicornis
Stenothoe brevicornis är en kräftdjursart som beskrevs av Georg Ossian Sars 1882. Stenothoe brevicornis ingår i släktet Stenothoe och familjen Stenothoidae. Arten har ej påträffats i Sverige. Inga underarter finns listade i Catalogue of Life.